# Fiapòn
Fiapòn (fiàp in dialetto mantovano significa "floscio", "molle") è un dolce tipico della tradizione contadina mantovana, ora quasi abbandonato, basato sul recupero degli avanzi di polenta. Viene cucinato anche in occasione del carnevale.
L'impasto di polenta, farina, zucchero e scorza di limone viene steso in dischi rotondi dentro una padella e fatto rosolare da entrambi i lati. Viene servito caldo e spolverato di zucchero.
Nella cucina reggiana invece il piatto viene cucinato come pietanza salata e fritto nello strutto.